# Musées du sceau et des Arts et traditions populaires de La Petite-Pierre
Les musées du sceau alsacien et des Arts et traditions populaires sont deux établissements adjacents abritant des collections sigillographiques, héraldiques et des séries d'anciens moules et moulages à gâteaux. Les deux musées, fondés par le sigillographe Charles Haudot, sont situés sur la commune de La Petite-Pierre, dans le département du Bas-Rhin.

## Musée du sceau alsacien
Le musée du sceau alsacien, fondé par le sigillographe Charles Haudot, a été amménagé au sein de la Chapelle Saint-Louis à la fin des années 1970,,,.
Le musée présente de nombreux sceaux (2 000), oriflammes et blasons, témoins du passé,.
Les épisodes et événements constituant l'histoire médiévale de l'Alsace et de l'Europe peuvent être retracés à travers de très nombreuses et fidèles reproductions de sceaux conçus à cette époque,.

## Musée des Arts et Traditions Populaires

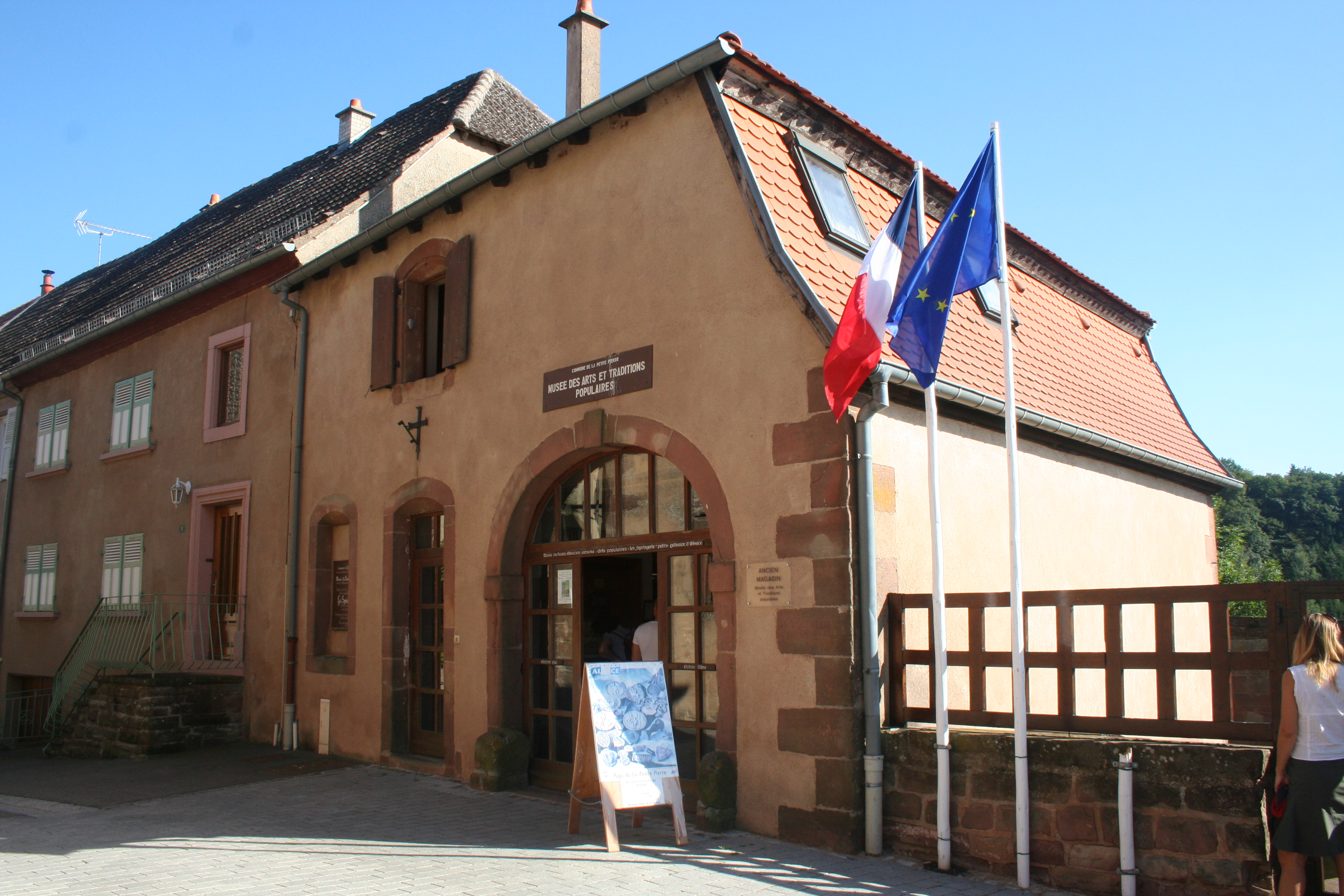
Le musée des Arts et Traditions Populaires est installé dans l'entrepôt aux poudres, bâtiment érigé en 1585 attenant à la chapelle Saint-Louis.

Créé en 1984 par Charles Haudot, le musée des Arts et Traditions populaires, « annexe » du musée du sceau alsacien, présente des moulages de Springerle ainsi qu'une collection de positifs de moules à gâteaux anciens, sur des thèmes religieux ou tirés de l'art populaire,.